# Hassan Kaddah
Hassan Walid Kaddah (født 1. maj 2000) er en egyptisk håndboldspiller.
Han repræsenterede Egypten ved sommer-OL 2020 i Tokyo, hvor hans hold blev nummer 4.